# Camponotus pinguiculus
Camponotus pinguiculus é uma espécie de inseto do gênero Camponotus, pertencente à família Formicidae.